# Hôtel Océanic (Saint-Georges-de-Didonne)
L'Hôtel Océanic est un ancien de luxe cinq étoiles de Saint-Georges-de-Didonne en Charente-Maritime, ouvert de 1929 à 1937. Transformé en hôpital militaire pendant l'Occupation, il est détruit par les Allemands en 1945, qui le considéraient comme trop visible en cas de bombardement allié.

## Emplacement
La pointe de Vallières située entre la plage de Saint-Georges-de-Didonne et la grande conche de Royan est depuis les années 1820 une des étapes appréciées des vacanciers venus profiter des charmes de la côte royannaise. La grande beauté de ce site resté longtemps sauvage et les vues majestueuses qu'il offre sur les falaises de Saint-Georges, les plages immenses, la forêt mais aussi l'estuaire, l'océan puis Royan ont très tôt fait son succès. C'est sur ce site qu'est construit l'hôtel Oceanic, avec une vue incomparable sur la baie de Royan.
La presqu'île inspira d'ailleurs de nombreux peintres tels Gustave Courbet, Odilon Redon, figure du symbolisme et précurseur du surréalisme, Maurice Utrillo ou des hommes de lettres tel Jules Michelet. Le phare de Saint-Georges-de-Didonne, construit en 1901, apporte également un charme supplémentaire à ce lieu.

## Construction
En 1928-1929, l'architecte bordelais Raoul Jourde dessine les plans d'un hôtel de style Art déco qui sera réalisé en collaboration avec le bureau technique des Bétons Armés Hennebique. C'est une rupture par rapport au reste de Royan, marqué par l'architecture de la Belle Époque. *Hôtel établi sur un terrain de 6 830 m2, le bâtiment compte 122 chambres réparties sur 4 niveaux et un entresol.

## Clients célèbres
L'hôtel Océanic reçoit une partie des grandes figures des années trente, parmi elles le roi Alphonse XIII d'Espagne et l'homme politique français Édouard Herriot. Des actrices telles que Marcelle Chantal ou Mary Doris fréquentèrent aussi l'hôtel.

## Faillite et destruction
Victime de la crise de 1929, l'hôtel connaît des difficultés puis ferme en 1937. L'année suivante, il est mis en vente aux enchères une première fois en février avec une mise à prix d'un million de francs puis à nouveau au mois de juin, avec cette fois une mise à prix de 638 000 francs.
Transformé en hôpital par les troupes d'occupation durant la Seconde Guerre mondiale, l'hôtel Océanic est dynamité par les Allemands en 1945. Ces derniers craignaient que la hauteur de l'immeuble ne rende trop visible l'agglomération royannaise devenue une poche dans laquelle ils s'étaient retranchés.

## Résidences actuelles

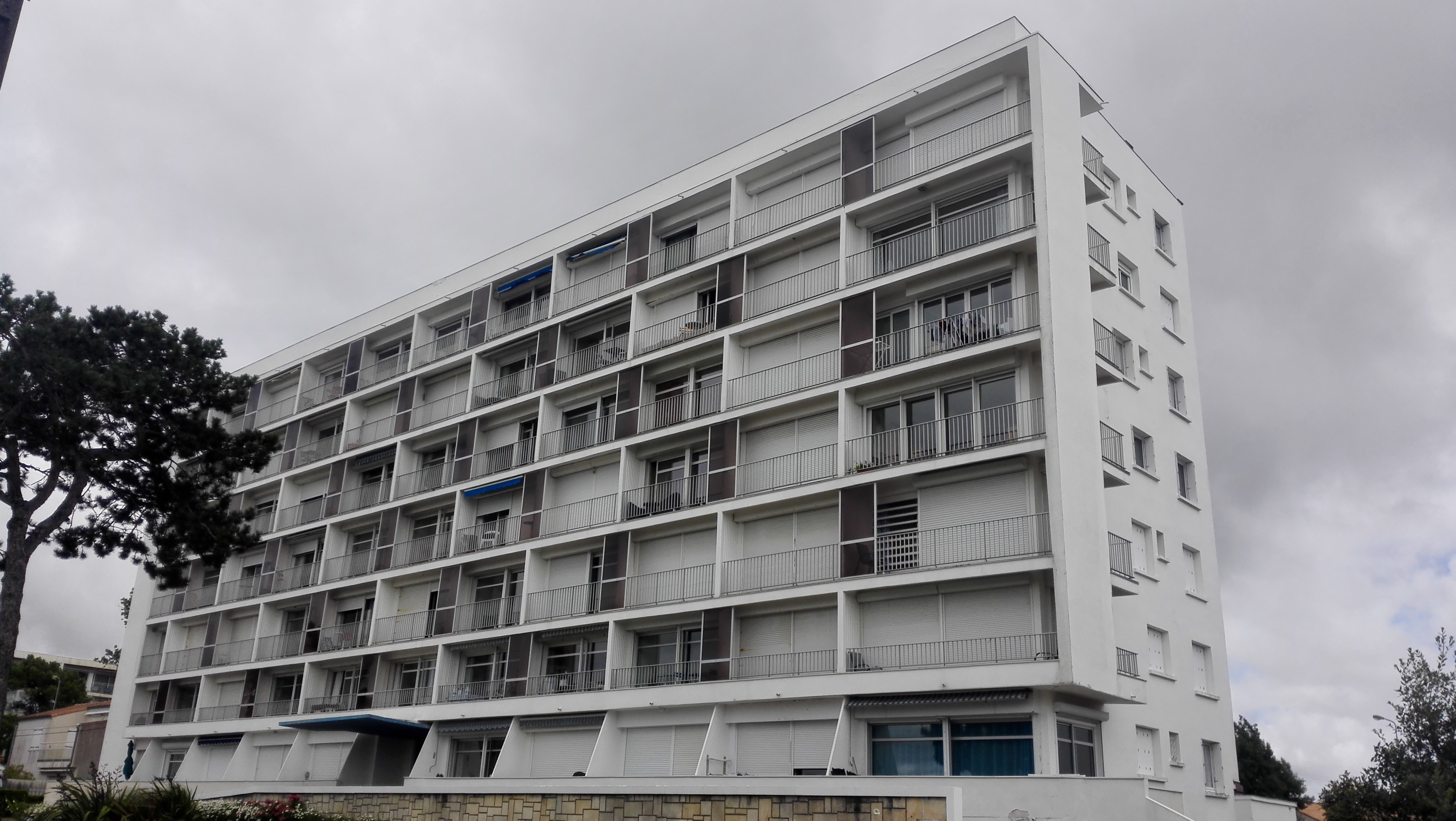
Résidence Océanic en 2023

Alors que le site avait été occupé par des baraquement après-guerre, la fin des années 1950 voit la construction de plusieurs immeubles dans le demi-cercle qu'occupait l'hôtel. Le premier, qui prend le nom de « résidence Océanic » est construit sur les plans de l'architecte royannais Patrick Delhomme. Il fait l'objet d'un permis de construire le 20 juin 1958 et sort de terre l'année suivante. Suivront en 1963 la « résidence des deux-plages » composée de deux immeubles et, à la même époque, à l'extérieur du demi-cercle de l'hôtel primitif, les trois tours qui formeront la « résidence du cap de Vallières ».